# Tài sản đảm bảo
Tài sản bảo đảm (còn được gọi là tài sản thế chấp, tiếng anh: Collateral) là các loại tài sản được dùng để thực hiện các biện pháp bảo đảm trong một quan hệ vay mượn, tài sản đảm bảo tồn tại dưới ba hình thức chủ yếu là vật (hiện vật), giấy tờ có giá và quyền tài sản. Tài sản đảm bảo là vật (hiện vật) như phương tiện giao thông, kim khí quý, đá quý, máy móc thiết bị, nguyên nhiên vật liệu, hàng hóa. Tài sản đảm bảo là các giấy tờ có giá như trái phiếu, cổ phiếu, kỳ phiếu, chứng chỉ tiền gửi, thương phiếu, tín phiếu và các giấy tờ khác trị giá được bằng tiền. Tài sản đảm bảo là quyền tài sản như quyền tài sản phát sinh từ quyền tác giả, quyền sở hữu công nghiệp, quyền đòi nợ, quyền được nhận bảo hiểm, quyền góp vốn kinh doanh, quyền khai thác tài nguyên, hoa lợi, lợi tức và các quyền phát sinh từ tài sản cầm cố, các quyền tài sản khác.